# Thomas Kern

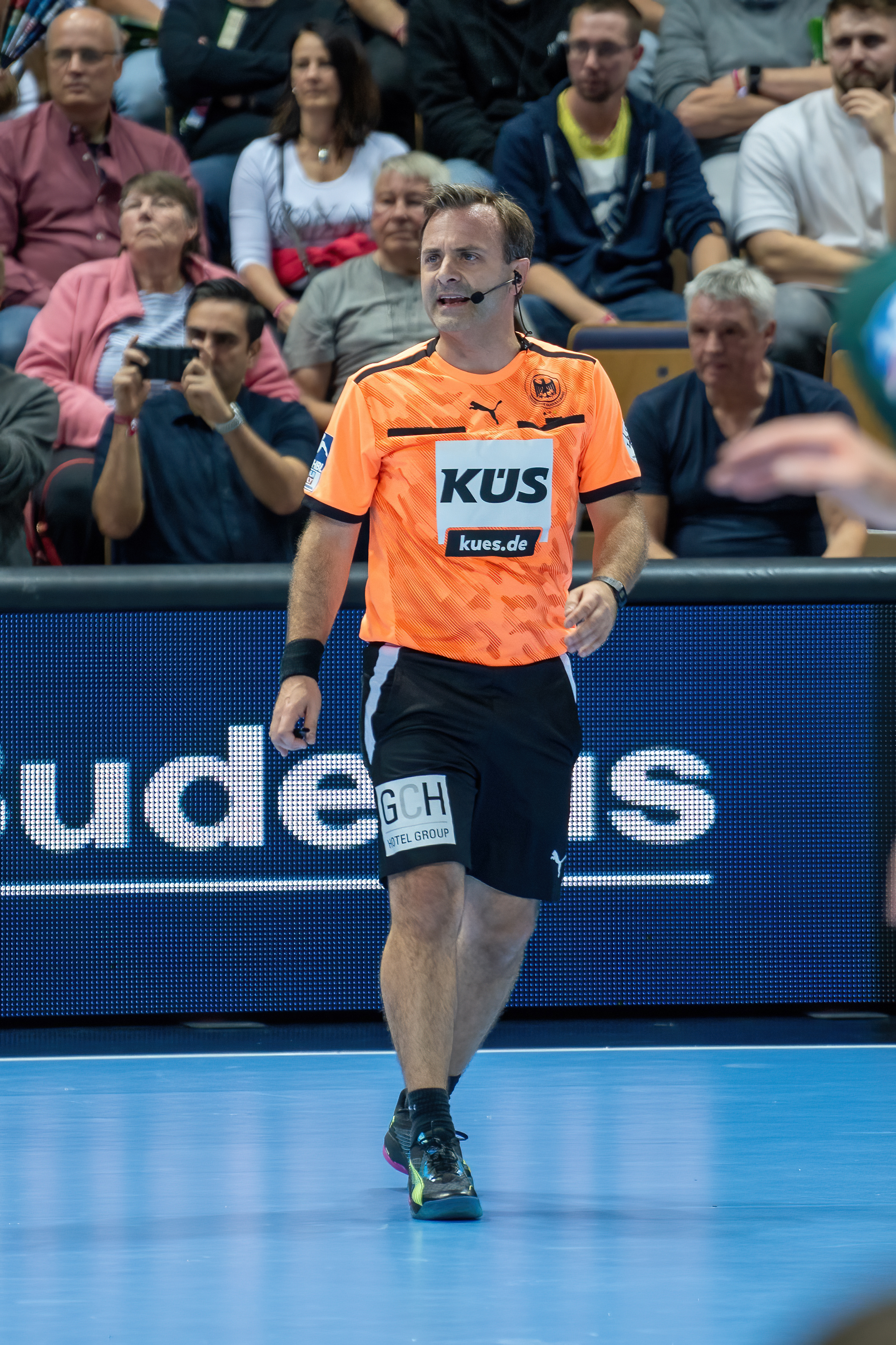
Thomas Kern (2023)

Thomas Kern (* 1983) ist ein deutscher Handballschiedsrichter aus Bellheim. Er gehört zum Elitekader des DHB und ist seit 1999 Schiedsrichter.

## Karriere
Kern wurde 1999 Schiedsrichter. Er bildet zusammen mit Thorsten Kuschel ein Schiedsrichtergespann, mit dem er seit 2001 zusammen pfeift. 2006 wurde das Duo in den Bundesligakader berufen. Nach über 300 Spielen in der 2. und 3. Liga kamen sie 2020 in den Elitekader des DHBs. Ihr erstes Bundesligaspiel der Herren durfte das Gespann im September 2021 zwischen dem SC DHfK Leipzig und der SG BBM Bietigheim leiten.
Das Gespann kommt auf über 500 Einsätze auf Ebene des DHBs.

## Privates
Kerns Stammverein ist TV Ottersheim. Kern ist Diplom-Ingenieur der Mechatronik und arbeitet bei Siemens.